# Возрождение (банк)
Банк «Возрожде́ние» — советский и российский коммерческий банк, в прошлом один из крупнейших в стране. Головной офис располагался в Москве.
В 2021 году поглощён банком ВТБ.

## История

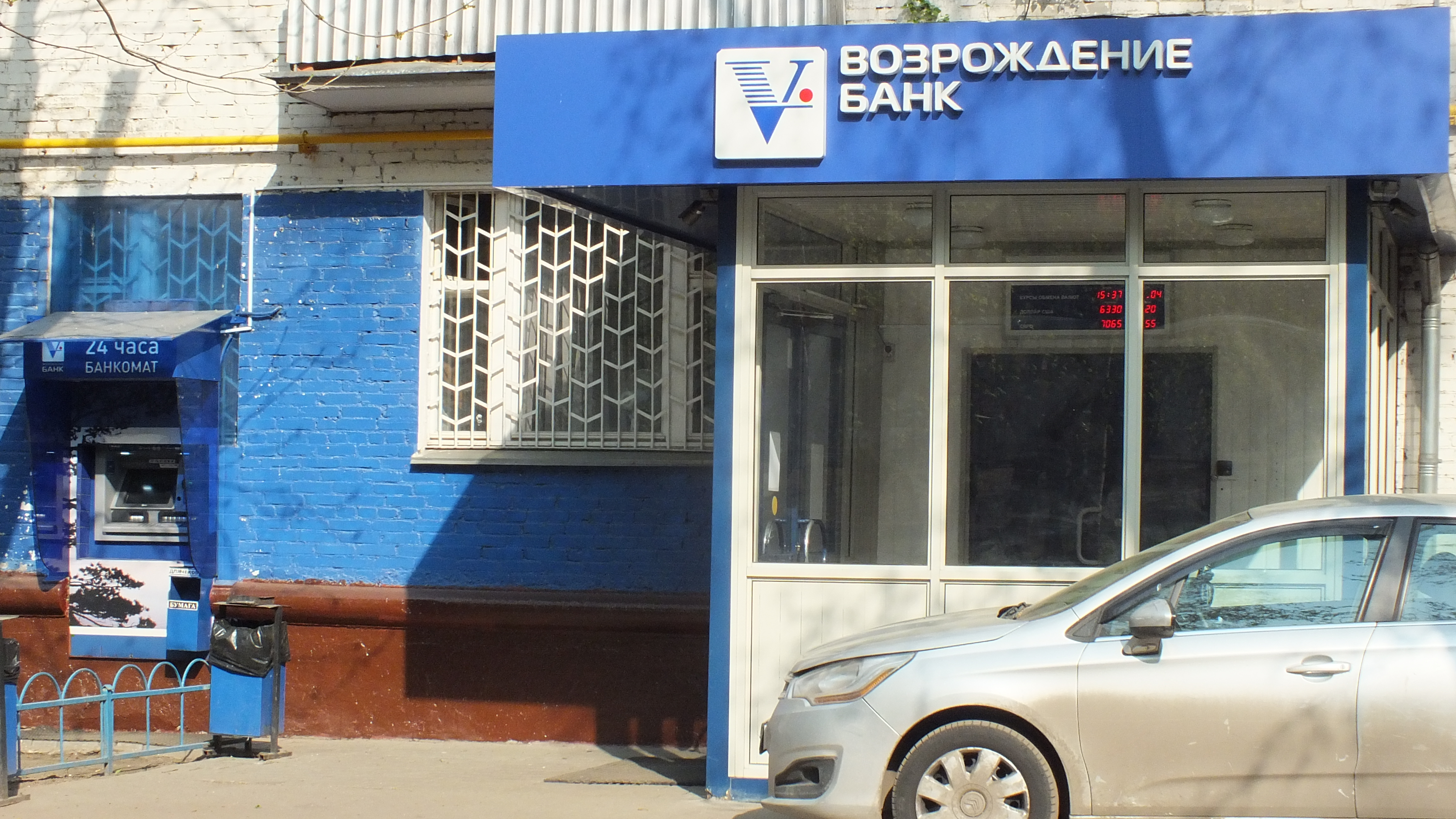
Отделение банка на Весёлой улице в Москве в апреле 2019 года

Банк создан в 1991 году на базе Московского областного управления Агропромбанка СССР.
В 1992 году получена валютная лицензия Банка России, банк стал участником Московской межбанковской валютной биржи. Начало торгов акциями Банка на российских биржах.
В 1997 году начаты торги ADR банка на международных фондовых рынках.
1998 год — начало работы процессингового центра (самостоятельный выпуск пластиковых карт). Создание банкоматной инфраструктуры.
9 декабря[2004 года банк «Возрождение» был включён в реестр банков — участников системы обязательного страхования вкладов под номером 276.
В 2007 году выпущена миллионная банковская карта. В 2006—2007 году проходили эмиссии акций с мультипликатором 3,5-4 капитала банка, после этого миноритариями стали JPMorgan Chase и несколько западных фондов.
В октябре 2013 года среди вкладчиков банка в некоторых районах Московской области возникла паника из-за SMS-рассылок и обзвонов, сообщавших о скором отзыве лицензии у банка. Инициатор информационной атаки не найден.
В конце 2000-х — начале 2010-х годов среди возможных покупателей банка были BNP Paribas, Сергей Пугачёв, Сулейман Керимов, Владимир Коган, но сделки так и не состоялись из-за решения Дмитрия Орлова. После его смерти в декабре 2014 года единственным возможным покупателем называли НПФ «Благосостояние», предлагавшего объединить «Возрождение» со своим «Абсолют-банком» на безденежной основе. В конце мая 2015 года на это даже было получено одобрение совета директоров «Возрождения».
В 2015 году банк был приобретён Промсвязькапиталом Алексея и Дмитрия Ананьевых. Сделка, длившаяся несколько месяцев, проводилась в несколько этапов покупкой долей до 10 % акций (что не требовало согласования в ЦБ), часть пакетов была «завешена» на различные структуры, в том числе офшоры, и зарепованы в дружественных банках. «Возрождение» было куплено с небольшой премией к рыночным котировкам, стоимость 80 % пакета составила около $200 млн.
15 сентября 2017 года стало известно о решении присоединить «Возрождение» к «Промсвязьбанку» через созыв внеочередного общего собрания акционеров. На этом фоне обыкновенные акции «Возрождения» подорожали на 11,3 % (до 607 руб. за бумагу), привилегированные бумаги подешевели на 5,1 % (169 руб.), акции «Промсвязьбанка» подешевели на 0,01 % (0,074 руб.). 27 октября мажоритарные владельцы обоих банков решили отложить реорганизацию и объединение из-за неспокойствия на банковском рынке, вместо этого начали изучение возможности создать на основе банка «Возрождение» digital-банка.
15 декабря 2017 года Центробанк объявил о санации «Промсвязьбанка» через Фонд консолидации банковского сектора и вводе временной администрации, из-за чего ПСБ должен за 90 дней снизить свою долю в «Возрождении» до 10 %. Позже ЦБ предписанием потребовал от братьев Ананьевых продать за 90 дней контрольный пакет акций (позже срок был продлён до июня), среди претендентов на покупку банка в СМИ указывались «Альфа-банк», «ВТБ», «Совкомбанк» и «Уралсиб».
В феврале 2018 года появилась информация об интересе к банку со стороны Сулеймана Керимова. 13 августа ВТБ сообщил о покупке банка у кипрского фонда Bonum Capital, который связывали с Сулейманом Керимовым. Госбанк заинтересовался активом по просьбе ЦБ и для усиления своих позиций в Подмосковье, цена сделки оказалась меньше капитала банка (отраслевые специалисты озвучивали суммы в 9-15 млрд руб. (0,3-0,5 капитала).
В январе 2019 года ВТБ в рамках оферты увеличил долю в «Возрождении» до 96,30 %, что дало ему право провести принудительный выкуп оставшихся акций. Владельцем 85 % обыкновенных и 9,6 % привилегированных акций «Возрождения» ВТБ стал в октябре 2018 года. Покупка этого пакета обошлась ВТБ в 9,7 млрд рублей. Затем ВТБ увеличил свою долю в «Возрождении».
В декабре 2020 года было принято решение  объединить три дочерних банка ВТБ в лице Запсибкомбанка, Саровбизнесбанка и «Возрождения» сначала в БМ-банке, где сосредоточены проблемные активы группы, который в итоге и будет интегрирован в ВТБ.
В июне 2021 года банк «Возрождение» прекратил существование в качестве самостоятельного юридического лица и был присоединён к БМ-банку.

## Собственники и руководство
По данным banki.ru на 2010 год:
- председатель правления Дмитрий Орлов и его сын Николай — около 35 % акций
- менеджер ВТБ, председатель совета директоров «Возрождения» Отар Маргания[19] — 19,67 %
- JPMorgan — 9,37 %

К маю 2015 года акционерами банка (обыкновенные акции) были:
- Вдова Дмитрия Орлова Елена и его дочь Татьяна — 26,69 %
- Глава совета директоров Отар Моргания — 19,67 %
- Миноритарные акционеры — 13,68 %
- JP Morgan — 9,88 %
- Николай Орлов — 6,6 %
- НПФ под управление УК «Инвестиционный стандарт» Дмитрия Титова — 5,17 %
- BNP Paribas — 5 %
- Burlington Trading Co Ltd — 4,88 %
- Parvest — 4,08 %
- Tamur Holding Ltd — 3,41 %
- Fintailor Investments Ltd — 1,76 %

К октябрю 2015 года акционерами банка были:
- Миноритарные акционеры — 10,75 %
- Estevno Development Ltd — 10,53 %
- Первый объединённый банк — 10,40 %
- Damus Ltd — 10,23
- Неизвестный покупатель — 9,88 %
- Неизвестный покупатель — 9,79 %
- Московский кредитный банк — 9,68 %
- Nordan Ltd — 9,38 %
- Wipasena Holding Ltd — 7,50 %
- Николай Орлов — 6,98 %
- Vyraslo Investments Ltd — 4,88 %

СМИ считали, что кроме Николая Орлова и миноритариев остальная часть акций принадлежит конечному бенефециару в лице Промсвязькапитала. В ноябре 2015 года «Промсвязькапитал» стала владельцем 70,87 % обыкновенных акций банка «Возрождение», в дальнейшем доля снизилась до 50 % из-за передачи части акций в обеспечение по сделкам репо.
В июне Николай Орлов продал свой пакет акций, продолжив работу в совете директоров банка. Примерная цена сделки составила 1 — 1,24 млрд руб.
К осени 2017 года акционерами банка были:
- Promsvyaz Capital B.V. — 50 %,
- Миноритарные акционеры — 16,67 %
- ООО «ВекторИнвест» — 9,98 %
- Московский кредитный банк — 8,6 %,
- Wipasena Holding Ltd. — 6,67 %
- Банк Санкт-Петербург — 5,7 % (пакет был продан неизвестному покупателю в ноябре 2017 года)
- Промсвязьбанк — 2,38 %

К январю 2018 года не было ничего известно о судьбе 19,11 % акций банка, которые принадлежали банкам «Россия» (9,68 %) и «Санкт-Петербург» (9,43 %) на основе сделок РЕПО. Первая структура перестала быть акционером банка 5 октября, при этом банк в раскрытии структуры владения не указал нового владельца этого пакета акций (при этом были указаны владельцы оставшихся 90 %). Последняя сделка «Санкт-Петербурга» по РЕПО была датирована 28 ноября 2017 года.

## Деятельность
На 1 января 2008 года активы банка по МСФО составили 111,4 млрд руб., собственный капитал — 11,9 млрд руб., прибыль — 1,9 млрд руб.
В 2009 году активы банка выросли на 3,1 % до 146 млрд рублей (4,8 млрд долл. США). В основном, рост был обусловлен увеличением доли ликвидных активов, которые по состоянию на 31 декабря 2009 года составили 35,4 % валюты баланса. Собственный капитал вырос за год на 8,1 % до 16,3 млрд руб. (538 млн долл. США). Коэффициент достаточности капитала первого уровня сохранился на комфортном уровне в 15,5 %, а коэффициент достаточности капитала первого и второго уровней достиг 19,0 %, что отражает сильную позицию банка по капиталу.
По итогам 2016 года чистая прибыль банка составила 2,1 млрд руб. против убытка 3,8 млрд руб. годом ранее, кредитный портфель банка увеличился на 10 %
Рейтинговая оценка рейтингового агентства «Эксперт РА» - «ruA-», прогноз - «стабильный» (присвоена  в октябре 2019 года).